# Radiostacja im. Tadeusza Kościuszki
Radiostacja im. Tadeusza Kościuszki, Radiostacja Kościuszko – działająca w czasie II wojny światowej od sierpnia 1941 do 22 sierpnia 1944 propagandowa polskojęzyczna rozgłośnia radiowa podlegająca Międzynarodówce Komunistycznej (Kominternowi), a następnie od 1943 Wydziałowi Informacji Międzynarodowej KC WKP (b), nadająca z Moskwy od sierpnia 1941 do 22 sierpnia 1944. Kierownikiem rozgłośni była Zofia Dzierżyńska. Rozgłośnia pozorowała nadawanie z terytorium okupowanej Polski.

## Historia
Po ataku Niemiec na ZSRR dla prowadzenia pracy propagandowej na zapleczu wroga Komitetu Wykonawczy Międzynarodówki Komunistycznej (Kominternu) (IKKI), w którego aparacie działał Wydział Prasy i Radiofonii, powołał redakcję radiową i 16 tajnych stacji językowych (narodowych). Redakcję ogólną tworzyli funkcjonariusze Kominternu: Palmiro Togliatti (Włoch), Klement Gottwald, Bedřich Geminder (Czesi), Friedl Fűrnberg (Austriak), Mihály Farkas (Węgier). Redaktorami odpowiedzialnymi za redakcje narodowe byli: Wilhelm Pieck, G. Zinner – redakcje niemieckie (dwie); Klement Gottwald – redakcja czeska; Palmiro Togliatti – włoska, Zofia Dzierżyńska – polska; Dolores Ibárruri – hiszpańska; Wasił Kołarow – bułgarska; Mátyás Rákosi – węgierska; Ana Pauker – rumuńska; Urcho Kari (właściwie Usko Karunien) – fińska; André Marty – francuska; Václav Kopecký – słowacka; Richard Magnusson (właśc. Richard Gyptner) – norweska; Velimir Vlahović – serbska; Johann Koplenig – austriacka; Bruno Köhler – sudeckoniemiecka.
Siedziba redakcji mieściła się początkowo w Moskwie, a po ewakuacji Komitetu Wykonawczego Kominternu w październiku 1941 nowym miejscem nadawania była Ufa w Baszkirskiej ASRR.
Na początku 1943 stacje te formalnie włączono do Wydziału Prasy i Radiofonii. Na sekcję radiofonii Wydziału składały się redakcje: austriacka – „Austria” – redaktor Franz Schelling;bułgarskie – im. Christo Botewa i „Głos Ludu” – Wyłko Czerwenkow; hiszpańska – „Wolna Hiszpania” – Enrique Castro; włoska – „Wolny Mediolan” – Piere Allard (właściwie Giulio Ceretti), Fimien Edo (właściwie Eduardo D’Onofrio), Anselmo Marabini; niemiecka – „Wolne Niemcy”– Anton Ackermann; norweska – „Wolna Norwegia” – Georg Moltke; polska – im. Tadeusza Kościuszki – Zofia Dzierżyńska; rumuńska – „Wolna Rumunia” – Walter Roman; słowacka – „Za Wolną Słowację” – Stefan Reis; sudeckoniemiecka – „Niemcy sudeccy” – Rudolf Appelt; fińska – „Wolne Radio Narodu Fińskiego” – Inkeri Lehtinen; francuska – „Radio Francja” – Arthur Ramette (ps. Charles Dupuis); czeska – „Za Wyzwolenie Narodowe” – Jiří Koťátko, Marie Švermová; jugosłowiańska – „Wolna Jugosławia” – Albert Dravić (właśc. Duro Salai), Piotr Lazić (właśc. Lazar Stefanović), Dragutin Durdev, Stanislav Samardjić, węgierska – im. Lajosa Kossutha – József Révai. Na początku 1943 w Wydziale pracowało łącznie 161 osób.
W 1943 redakcje powróciły do Moskwy.
Redakcje, podlegające Kominternowi, a po jego formalnym rozwiązaniu – Wydziałowi Informacji Międzynarodowej KC WKP(b), nadawały komunikaty informacyjne do społeczeństw krajów europejskich okupowanych przez Niemcy i państw satelickich III Rzeszy, zachęcając społeczeństwa tych krajów do podejmowania walki przeciwko Niemcom.
Do 1943 rozgłośnia podlegała Wydziałowi Prasy i Radiofonii Komitetu Wykonawczego Kominternu, po jego formalnym rozwiązaniu wiosną 1943 była podporządkowana tajnemu Instytutowi Naukowo-Badawczemu nr 205 (były Wydział Prasy i Radiofonii Komitetu Wykonawczego Kominternu) w utworzonym wówczas Wydziale Informacji Międzynarodowej Komitetu Centralnego Wszechzwiązkowej Komunistycznej Partii (bolszewików) (KC WKP(b)), który przejął zadania i struktury zlikwidowanego formalnie, ze względów polityki międzynarodowej ZSRR, Kominternu.
W redakcji polskiej pracowali komuniści polscy przebywający wówczas w ZSRR: Jakub Berman, Juliusz Burgin, Tadeusz Daniszewski, Gertruda Finderowa, Zofia Dzierżyńska, Józef Kowalski, Wacław Lewikowski, Józef Olszewski, Halina Pietrak, Stefan Wierbłowski, Leon Zieleniec. W latach 1943–1944 redaktorem odpowiedzialnym za Radiostację im. Tadeusza Kościuszki był Tadeusz Daniszewski.
Dnia 30 lipca 1944 w godzinach; 15.00, 20.55, 21.55, i 23.00 wyemitowała czterokrotnie komunikaty nawołujące ludność Warszawy do powstania przeciw Niemcom. Komunikat ten był powtórzeniem nadanej dnia 29 lipca przez Radio Moskwa audycji Związku Patriotów Polskich o zbliżonej treści. Audycje te, interpretowane jako sygnał, iż komuniści szykują się do wystąpienia zbrojnego w Warszawie, były jedną z przyczyn podjęcia przez Komendę Główną Armii Krajowej decyzji o rozpoczęciu powstania warszawskiego.
Rozgłośnia została rozwiązana po utworzeniu Polskiego Komitetu Wyzwolenia Narodowego (PKWN).

## Treść komunikatu nadanego 30 lipca 1944
Warszawa drży w posadach od ryku dział. Wojska radzieckie nacierają gwałtownie i zbliżają się do Pragi. Nadchodzą, aby przynieść nam wolność. Niemcy wyparci z Pragi będą usiłowali bronić się w Warszawie. Zechcą zniszczyć wszystko. W Białymstoku burzyli wszystko przez sześć dni. Wymordowali tysiące naszych braci. Uczyńmy, co tylko w naszej mocy, by nie zdołali powtórzyć tego samego w Warszawie. Ludu Warszawy! Do broni! Niech cała ludność stanie murem wokół Krajowej Rady Narodowej, wokół warszawskiej Armii Podziemnej. Uderzcie na Niemców! Udaremnijcie ich plany zburzenia budowli publicznych. Pomóżcie Czerwonej Armii w przeprawie przez Wisłę. Przysyłajcie wiadomości, pokazujcie drogi. Milion ludności Warszawy niech stanie się milionem żołnierzy, którzy wypędzą niemieckich najeźdźców i zdobędą wolność.